# Dăscălești
Dăscălești – wieś w Rumunii, w okręgu Buzău, w gminie Puiești. W 2011 roku liczyła 825 mieszkańców.